# Тресна (приток Луги)
Тресна — река в России, протекает в Батецком районе Новгородской области. Река вытекает из болота западнее деревни Островищи, течёт на восток. Устье реки находится в 300 км по правому берегу реки Луга. Судя по карте, река впадает в рукав Луги напротив деревни Воронино, однако исходя из данных государственного водного реестра устье Тресны находится на 3 километра ниже устья Кленки у деревни Голешино. Длина реки составляет 14 км.
На реке стоят деревни Батецкого сельского поселения Островищи и Змеёва Гора, а около устья деревня Голешино Мойкинского сельского поселения

## Данные водного реестра
По данным государственного водного реестра России относится к Балтийскому бассейновому округу, водохозяйственный участок реки — Луга. Относится к речному бассейну реки Нарва (российская часть бассейна).
Код объекта в государственном водном реестре — 01030000512102000025637.